# Vodní nádrž Vrchlice
Vodní nádrž Vrchlice je vodárenská nádrž na říčce Vrchlici v okrese Kutná Hora, sloužící především jako zdroj pitné a užitkové vody pro Kutnohorsko a Čáslavsko. Stavba probíhala během let 1966–1970. Zkušební provoz probíhal do dubna 1973, během něhož byla provedena řada měření. Od roku 1989 je u nádrže v provozu malá vodní elektrárna s Bánkiho turbínou o maximálním výkonu 11 kW, která využívá sílu sanačního průtoku.
Během napouštění vodní nádrže byla zatopena vesnice Stará Lhota.

## Vodní režim
Průměrný dlouhodobý roční průtok (Qa) k profilu hráze (10,80 říční kilometr) činí 0,439 m³/s. Stoletá voda (Q100) zde dosahuje hodnoty 52,2 m³/s. Průtočná kapacita bezpečnostního přelivu, jež je na kótě 323,80 m n. m. a který se skládá z pěti polí o celkové délce 30 m, činí 110 m³/s.

## Využití
- zdroj pitné a užitkové vody (250 l/s pro úpravnu vody Trojice)
- nadlepšení minimálního průtoku (30 l/s)
- v omezené míře též ochrana před povodněmi
- výroba elektrické energie využitím sanačního průtoku

## Klenbová hráz
Železobetonová klenbová hráz VD Vrchlice je jediná hráz tohoto typu na území České republiky. Poloměr zakřivení činí 66,5 m. Výška hráze nad základem činí 40,80 m. Výška hráze nad terénem činí 33,80 m.